# Pusztai Olivér
Pusztai Olivér (Szombathely, 1981. október 14. –) magyar labdarúgó edző (UEFA-A licenc) és volt profi labdarúgó.

## Pályafutása
Pusztai Olivér 1988-ban (7 évesen) szülővárosában lett a Szombathelyi Haladás igazolt labdarúgója. Olyan legendás, volt, zöld-fehér játékosok kezei alatt nevelkedett, mint Szarka Zoltán (olimpiai bajnok, 1968), Nagy Mihály vagy Marton Róbert. A klub 1994-ben előszerződést, majd 1999-ben profi szerződést kötött Pusztaival.
Az NB I-ben 1999 októberében (18 évesen), a Haladás-Diósgyőr (1:0) mérkőzésen mutatkozott be.
Saját nevelésű, fiatal játékosként nem sok lehetőséget kapott, így 2001-ben a Haladás NB II-es fiókcsapatához, a Büki TK-hoz került. A Mihalecz István vezette csapatban nyújtott kiemelkedő teljesítményére Róth Antal, az U21-es magyar válogatott edzője is felfigyelt.
Miután a 2004-es athéni olimpiára készülő csapat állandó tagjává vált, az időközben a másodosztályba kieső Haladás visszarendelte Szombathelyre, 2002 nyarán.
Pusztai viszont az elsőosztályú, Csank János edzette BFC Siófok-ban folytatta. Eleinte a posztján szereplő Kuttor Attila és Koller Ákos mellett nem sok lehetőséghez jutott, de 2003 tavaszára csapata alapemberévé vált. Az olimpiai válogatott oszlopos tagjaként és egy sikeres szezonnal a háta mögött (5. hely az alsó- és felsőházas rendszerben) 2003 júniusában a bajnok MTK Budapesthez igazolt.
A fővárosi csapattal – első hivatalos mérkőzésén – megnyerte a Szuperkupát az FTC ellen (2:0) a Puskás Ferenc Stadionban. A Bajnokok Ligája-selejtező mérkőzésein rendre szerephez jutott. A magyar bajnokot a HJK Helsinki legyőzése után a skót bajnok, Celtic Glasgow búcsúztatta.
Az UEFA-kupában a csapatot a horvát Dinamo Zagreb múlta felül. Pusztai Olivér mindkét sorozat majdnem minden mérkőzésén kezdőként szerepelt.
2003. november 22-én az MTK-FTC (1:1) örökrangadón megszerezte pályafutása első NB I-es gólját is.
Az U21-es (olimpiai) válogatott több Eb-selejtező mérkőzéséről piros lapos eltiltásai miatt hiányzott.
A csapat végül a csoport 3. helyén végzett Lengyelország és Svédország mögött.
2004 nyarán a Győri ETO FC együttesébe igazolt, ahol 2 évet töltött. A gyenge szezonkezdet után alapemberré küzdötte magát Reszeli Soós István csapatában.
2005 júliusában egy felkészülési mérkőzésen részleges térdszalag-szakadást szenvedett, csak 2006 tavaszán lett újra állandó tagja a már Csank János irányította ETO-nak.
Pusztai 2006 nyarán újra a fővárosba került, a Rákospalotai EAC csapatához. Urbán Flórián együttesében vezető szerepet játszott abban, hogy a kis költségvetésű, a bajnokságban többnyire alárendelt szerepet játszó gárda kiharcolta a bentmaradást. Kemény védőjátéka és több gólja – az NB I-es és kupamérkőzéseken – felkeltette az aktuális bajnok, Debreceni VSC figyelmét. A váltást egy sérülés akadályozta.
A következő szezont is a REAC-ban kezdte, Aczél Zoltán kezei alatt, de 2007 decemberében egyoldalúan szerződést bontott a klubbal.
Pusztai 2008 februárjában, az osztrák első osztályú SK Austria Kärnten valenciai edzőtáborában sikeres tesztelésen esett át és júniusban csatlakozott az együtteshez. Hamar a csapat meghatározó tagjává vált, klubja a 2008-2009-es szezont az osztrák Bundesliga 6. helyén zárta.
Karintia tartomány kormányzója és a klub mecénása, Jörg Haider 2008 októberi halála megpecsételte az egyesület sorsát. A következő szezonban csődöt jelentett és kiesett a csapat, a hiányzó licenc-követelmények miatt pedig egy újabb osztállyal lejjebb (Regionalliga) sorolták.
Pusztai Olivér nem váltott klubot, csak a klub nevet. Így lett 2010 nyarán, 4 évre az SK Austria Klagenfurt labdarúgója. Többször csapatkapitányként szerepelt az osztrák harmadik vonalban, ahonnan 2014 januárjában vonult vissza 15 évnyi profiskodás után.
Pályafutását a karintiai Ligában amatőrként folytatta Klagenfurt egy tradíciókkal teli, kis egyesületében, ahol a 2014-2015-ös szezonban bajnoki címet szerzett. Így, klubtörténelmet írva az ASV Klagenfurt a következő szezonban – 1923-as megalapítása óta először, Pusztai pedig újra – az osztrák harmadosztályban (Regionalliga Mitte) szerepelhetett.
2019 nyarán ismét klubot váltott, a rosentali SV St. Jakob csapatával újra a karintiai Ligában játszott és 2 sikeres szezon után (2x ÖFB-Cup részvétel), a 22. szezonja végén,  2021-ben befejezte nemzetközi karrierjét.